# Jacek Dominik
Jacek Dominik, född 15 juli 1969 i Piaseczno, är en polsk politiker och företrädare för högerpartiet Medborgarplattformen. Han var ledamot av Europeiska kommissionen med ansvar för ekonomisk planering och budget i kommissionen Barroso II från 16 juli till 1 november 2014.
Dominik har en doktorsexamen i juridik och ekonomi i Europeiska unionen från Universitetet i Warszawa. Han har tjänstgjort under flera år i det polska regeringskansliet och framför allt i finansministeriet där han var understatssekreterare (chefstjänsteman) 2006-2014. Han har också varit ledamot i styrelsen för Europeiska investeringsbanken. Efter att Janusz Lewandowski blivit invald i Europaparlamentet efter valet 2014 utsågs Dominik till hans efterträdare i Europeiska kommissionen.